# Helen Umaña
Helen Elizabeth Umaña Portillo (1942. Ocotepeque, Honduras) es una escritora hondureña destacada por sus estudios sobre la literatura hondureña.

## Biografía
Nace en la ciudad de Ocotepeque, en el departamento del mismo nombre en Honduras en 1948, pero a la edad de dos años sus padres huyen exiliados por motivos políticos al país de Guatemala, ahí pasa su juventud y se gradúa de licenciatura en lengua y literatura española en la Universidad de San Carlos de Guatemala, donde también fue docente. En 1981
, a la edad de 33 años, Umaña regresa a Honduras ya que Guatemala atravesaba una crisis política.
En Honduras, fue docente de la Universidad Nacional Autónoma de Honduras. También fue directora de la sección cultural Cronopios de Diario Tiempo y La Prensa. Actualmente Umaña ejerce como crítica literaria.

## Obras
- Literatura Hondureña Contemporánea[3] (1986)
- Ensayos sobre literatura hondureña[4] (1992)
- Francisco Morazán en la literatura hondureña[5] (1995)
- Panorama crítico del cuento hondureño (1999)
- La palabra Iluminada. El discurso poético en Honduras (2006)
- La Pastorela del Diablo y otros escritos sobre el padre José Trinidad Reyes (2006)
- La garra catracha. Literatura y Fútbol (2015)
- Literatura y Tradición Oral de los Pueblos Originarios y Afrohondureños[6] (2018)

## Premios
- 1989 - Premio Nacional de Literatura Ramón Rosa.
- 1998 - Premio "José Trinidad Reyes", entregado por la Universidad Nacional Autónoma de Honduras.
- 1998 - Premio de Estudios Históricos "Rey Juan Carlos I", entregado por la embajada de España en Tegucigalpa.